# Sacculina scabra
Sacculina scabra is een krabbezakjessoort uit de familie van de Sacculinidae. De wetenschappelijke naam van de soort is voor het eerst geldig gepubliceerd in 1931 door Boschma.